# Robert Etheridge
Robert Etheridge (Ross-on-Wye, 3 décembre 1819-Chelsea, 18 décembre 1903) est un paléontologue et géologue britannique.

## Biographie
Après avoir quitté l'école, il entre dans une maison de commerce à Bristol. Il consacre alors tout son temps libre à l'étude de l'histoire naturelle. Sans cursus universitaire, il devient pourtant grâce à sa passion, conservateur au musée attaché à la Bristol Philosophical Institution (1850) puis maître de conférences en botanique à la faculté de médecine de Bristol. En 1857, il obtient un poste à Londres au Geological Museum et devient paléontologue du Geological survey.
En 1865, il est l'assistant de Thomas Henry Huxley pour son Catalogue of Fossils in the Museum of Practical Geology. Il devient alors un des spécialistes des fossiles de Grande-Bretagne.
En 1871, il est élu membre de la Royal Society et reçoit en 1880 la Médaille Murchison de la Société géologique de Londres dont il est élu président en 1881-1882.
Il entre en 1881 à la Commission géologique du département de géologie du British Museum (1881-1891). En 1896, il est le premier à recevoir la médaille Bolitho remise par la Royal Geological Society of Cornwall (en).

## Œuvres
On lui doit de nombreux articles sur les fossiles de Grande-Bretagne mais aussi de Jamaïque et du Queensland (1872). En 1878, il écrit une description des fossiles ramenés d'Arctique par Sir George Nares qui est à l'époque la plus importante étude sur la paléontologie polaire.
- The geology of part of Leicestershire, 1860
- The geology of part of Northamptonshire, 1861
- A Catalogue of the Collections of Fossils in the Museum of Practical Geology, 1865
- The Geology of the Country Around Stockport, 1866
- Palaeontological Value of the Devonian Fossils, 1867
- Physical Structure of North Devon
- Stratigraphical Geology and Palaeontology, 1885
- Fossils of the British Islands, Stratigraphically and Zoologically Arranged, 1888

## Hommage
Les Îles Etheridge ont été nommées en son honneur en 1895 par Frederick G. Jackson.